# Клестовка
Клестовка — микрорайон в Соликамске.

## География
Микрорайон расположен к северу от центральной части города на правобережье речки Усолка. Жилая застройка ограничена улицами Преображенского (на юге), Сильвинитовой (на западе), Цифриновича (на востоке) и Красным бульваром на севере.

## История
Микрорайон начали строить в 1976 году. Первый дом в 9 этажей был сдан под ключ  в 1979 году. Официальное название (связанное с местным притоком Усолки) получил в 1985 году. До этого микрорайон имел в городских планах рабочее название Новосоликамский. Здесь ныне проживает почти 20 тысяч человек.

## Образование
На территории микрорайона находится гимназия № 2 и средние школы №7 и №9.

## Улицы
Центральной магистралью микрорайона является проспект Ленина. Параллельно ему идут улицы Сильвинитовая (на западе) и Цифриновича (на востоке). Перпендикулярно указанному проспекту проходят улица Преображенского (в южной части Клестовки) и Красный бульвар (на севере).

## Транспортное сообщение
Автобусы: 3(кольцевой), 4, 4э,  11, 12, 14, 16, 17, 23, 37-к.